# Pancratium tortuosum
Pancratium tortuosum är en amaryllisväxtart som beskrevs av Herb.. Pancratium tortuosum ingår i släktet Pancratium och familjen amaryllisväxter. Inga underarter finns listade i Catalogue of Life.